# Middelhagen
Middelhagen település Németországban, Mecklenburg-Elő-Pomeránia tartományban.  Middelhagen Gager, Göhren (Rügen) és Baabe községekkel határos.

## Népesség
A település népességének változása: